# قوتشان حرمه (مقاطعة فارياب)
قوتشان حرمه (بالفارسية: قوچان حرمه) هي قرية تقع في البلدة المركزية في إيران.